# Besançon RC
Besançon Racing Club är en fransk fotbollsklubb från Besançon. Klubben bildades 1904, med motorsport, och startade en fotbollssektion 1905. Klubben spelar för närvarande i Championnat de France Amateurs, franska fjärdedivisionen. Hemmamatcherna spelas på Stade Léo Lagrange.